# Alphonse Gilbert
Alphonse Gilbert (* 2. Februar 1805 in Paris; † 1870 ebenda) war ein französischer Komponist und Organist.
Gilbert begann seine Ausbildung an der Schule der Kathedrale Notre-Dame de Paris bei Pierre Desvignes. Ab 1822 studierte er am Conservatoire de Paris bei François-Joseph Fétis und Henri Montan Berton. Mit der Kantate Orpheé gewann er 1827 den deuxième Second Grand Prix de Rome.
Er setzte seine Kompositionsstudien bei Berton bis 1831 fort und bekam danach eine Stelle als Cellist im Orchester des Théâtre de l’Odéon. Er wurde dann Organist an der kurz zuvor durch den Architekten Louis-Hippolyte Lebas erbauten Pfarrkirche Notre-Dame-de-Lorette, die 1838 eine dreimanualige Aristide Cavaillé-Coll-Orgel erhielt. Zwischen 1845 und 1853 arbeitete er hier mit César Franck zusammen.
Als Komponist gewann Alphonse Guiraud 1847 den ersten Preis bei einem Wettbewerb des französischen Innenministeriums für historische und religiöse Gesänge.